# Richard Howitt
Richard Howitt (ur. 5 kwietnia 1961 w Reading) – brytyjski polityk, deputowany do Parlamentu Europejskiego IV, V, VI, VII i VIII kadencji.

## Życiorys
Uzyskał licencjat z zakresu politologii na University of Oxford w 1982, ukończył później studia podyplomowe z zarządzania na Uniwersytecie w Hertfordshire. Od 1986 do 1994 był pracownikiem organizacji społecznych. W latach 1983–1995 zasiadał w radzie Harlow, m.in. przez trzy lata jako jej przewodniczący. Z ramienia Partii Pracy w 1987 kandydował do Izby Gmin.
W 1994 z listy laburzystów po raz pierwszy uzyskał mandat posła do Parlamentu Europejskiego. Z powodzeniem ubiegał się o reelekcję w kolejnych wyborach europejskich (w 1999, 2004 i 2009). Był m.in. wiceprzewodniczącym Komisji Polityki Regionalnej. W VII kadencji przystąpił do grupy Postępowego Sojuszu Socjalistów i Demokratów, został też członkiem Komisji Spraw Zagranicznych, Podkomisji Praw Człowieka oraz Podkomisji Bezpieczeństwa i Obrony. W 2014 został wybrany do PE na piątą z rzędu kadencję.
W 2016 zrezygnował z mandatu eurodeputowanego w związku z nominacją na dyrektora generalnego International Integrated Reporting Council, organizacji działającej w sektorze finansowym.